# 2014 en photographie
| Années de la photographie : 2011 - 2012 - 2013 - 2014 - 2015 - 2016 - 2017    |
| Décennies de la photographie : 1980 - 1990 - 2000 - 2010 - 2020 - 2030 - 2040 |

Cet article présente les faits marquants de l'année 2014 en photographie.

## Événements
- Le Musée de l'art photographique, qui avait ouvert en 1984 à Odense au Danemark en tant que musée indépendant, est intégré au musée d'art de la ville, le Musée Brandts (da).
- La firme japonaise Nikon commercialise le Nikon D4S, un appareil photographique reflex numérique professionnel et reçoit le prix TIPA (Technical Image Press Association) du « meilleur reflex pro ».

## Festivals et congrès photographiques
- 19 - 27 avril : Festival de l'oiseau et de la nature.
- 28 - 30 mai 2014 : 112e congrès de la Fédération photographique de France à Reims.
- juin - juillet : 17e édition de PHotoEspaña, Madrid[1].
- 7 juillet - 21 septembre : 45es Rencontres de la photographie d'Arles.
- 30 août - 14 septembre : Visa pour l'image à Perpignan.
- 1er - 7 septembre : 32e congrès de la Fédération internationale de l'art photographique à Ankara en Turquie.
- 13 septembre - 5 octobre : 4e édition du Festival Images Vevey • Biennale des arts visuels, sur le thème Miroirs, reflets et faux-semblants, Vevey, Suisse[2].
- 16 - 21 septembre : Photokina, Cologne.
- 76e congrès de la Photographic Society of America à Albuquerque,
- 27 septembre - 3 novembre : Mois de la photo, Paris.
- 13 - 17 novembre : Salon de la photo de Paris.
- 20 - 23 novembre : Festival international de la photo animalière et de nature à Montier-en-Der.

## Expositions
- 3 juillet - 28 septembre : At Governors Island - Robert Capa in color, International Center of Photography, New York[3].
- 7 juillet - 21 septembre :  Han Young-soo, En Convalescence, Rencontres de la photographie d'Arles, Atelier de Chaudronnerie, Parc des Ateliers[4],
- 19 septembre - 11 janvier 2015 : Sebastião Salgado. Genesis, International Center of Photography, New York[5].
- 29 octobre - 9 mars 2015 : Raymond Depardon. Un moment si doux, Musée des Civilisations de l'Europe et de la Méditerranée (Mucem), Marseille[6],[7].
- 1er novembre - 13 décembre :  Le corps masculin, Galerie David Guiraud, Paris, dans le cadre du Mois de la photo 2014

photographies de Andy Warhol, Herb Ritts, George Platt Lynes, Arno Rafael Minkkinen, Arthur Tress, Raymond Voinquel, Lucien Clergue, Jan Saudek, Malick Sidibé, Joel-Peter Witkin, Wilhelm von Gloeden.
- 6 novembre - 1er mars 2015 : Regards croisés, théâtre et photographie, Maison de Victor Hugo, Paris[8]

photographies de Claude Bricage, Étienne Carjat, Nadar, Christophe Raynaud de Lage, Agnès Varda.
- 28 novembre - 22 février 2015 : Aaron Siskind. Une autre réalité photographique, Pavillon populaire, Montpellier[9].
- Brassaï : pour l'amour de Paris, Hôtel de ville de Paris
- Henri Cartier-Bresson, Centre national d'art et de culture Georges-Pompidou, Paris
- Robert Mapplethorpe, Grand Palais, Paris
- Bruce Davidson, Time of Change 1961-1965, Robert Koch Gallery, San Francisco[10]
- Kati Horna, Jeu de Paume, Paris
- Garry Winogrand, Jeu de Paume, Paris
- Gilles Caron. Le conflit intérieur, Jeu de Paume, Paris
- Raymond Depardon, Un moment si doux, musée des civilisations de l'Europe et de la Méditerranée (MuCEM), Marseille
- Paris-Pékin, les Français photographient la Chine, 1844-2014, présentée au Today Art Museum de Pékin, puis à Kunming, Canton, Wuhan et Shenzhen, dans le cadre des célébrations du cinquantenaire de la reprise des relations diplomatiques entre la France et la Chine et dans le cadre du festival Croisements 2014.
- A World of Its Own: Photographic Practices in the Studio, exposition conçue par Quentin Bajac, présentée au MoMA à New York

l'exposition examine les façons dont les photographes et autres artistes utilisant la photographie ont travaillé et expérimenté dans leur studio, depuis la création de la photographie jusqu'à nos jours. Elle présente les œuvres de 96 artistes parmi lesquels : Berenice Abbott, Uta Barth, Zeke Berman, Karl Blossfeldt, Constantin Brancusi, Geta Brătescu, Harry Callahan, Robert Frank, Jan Groover, Barbara Kasten, Man Ray, Bruce Nauman, Paul Outerbridge, Irving Penn, Adrian Piper, Edward Steichen, William Wegman, et Edward Weston.

## Livres parus en 2014
- Paris Magnum, texte Éric Hazan, Flammarion  (ISBN 978-2-08030-152-9)
- Richard Avedon, Richard Avedon photographs 1946-2004, Éditions Hatje Cantz,  (ISBN 978-3-77573-798-2)
- Raymond Depardon, Le Désert, allers et retours, Propos recueillis par Éric Hazan, 120 p., La Fabrique •  (ISBN 978-2-35872-060-1)

## Prix et récompenses
- World Press Photo de l'année à John Stanmeyer ( États-Unis, Agence VII)
- Prix Niépce, à Mathieu Pernot
- Prix Nadar à Laurent Millet
- Prix Marc Ladreit de Lacharrière – Académie des beaux-arts à Éric Pillot
- Prix HSBC pour la photographie à Delphine Burtin et Akiko Takizawa
- Prix Bayeux-Calvados des correspondants de guerre à Mohammed al-Shaikh
- Prix Carmignac Gestion du photojournalisme à ?
- Prix Pierre et Alexandra Boulat : Kosuke Okahara, pour « Any Given Day » sur la drogue en Colombie, qui montre le cycle sans fin de la violence à Cali.
- Prix Roger-Pic à Anne Rearick pour sa série intitulée Afrique du Sud – Chroniques d'un township
- Prix Lucas Dolega : Majid Saeedi
- Prix Canon de la femme photojournaliste à Viviane Dalles
- Prix Picto à Charlotte Abramow
- Prix Tremplin Photo de l'EMI à ?
- Prix Voies Off à Henk Wildschut
- Prix Révélation SAIF : Eugeni Gay Marín (Espagne), pour sa série Dioses de Alquitrán
- Prix sergent Sébastien Vermeille à Édouard Elias[11]
- Prix Erich-Salomon à Gerd Ludwig
- Prix culturel de la Société allemande de photographie à ?
- Prix Oskar-Barnack à Martin Kollar
- Leica Newcomer Award : Alejandro Cegarra ( Venezuela) pour sa série De l'autre côté de la tour de David
- Prix Leica Hall of Fame à Barbara Klemm
- Prix Hansel-Mieth à ?
- Prix national de portrait photographique Fernand-Dumeunier à ?
- Prix Paul-Émile-Borduas à Dominique Blain
- Prix du duc et de la duchesse d'York à ?
- Prix national de la photographie (Espagne) à ?
- Prix Ansel-Adams à Krista Schlyer
- Prix W. Eugene Smith à Joseph Sywenkyj
- Prix Pulitzer
  - Catégorie « Feature Photography » à Josh Haner
  - Catégorie « Breaking News » à Tyler Hicks
- Prix Inge Morath à Shannon Jansen (États-Unis), pour for A long Walk
- Prix Arnold-Newman pour les nouvelles orientations du portrait photographique à Ilona Szwarc
- Infinity Awards
  - Prix pour l'œuvre d'une vie à Jürgen Schadeberg
  - Prix Cornell-Capa à ?
  - Prix de la publication Infinity Award à Adam Broomberg et Oliver Chanarin (en)
  - Infinity Award du photojournalisme à Stephanie Sinclair et Jessica Dimmock
  - Infinity Award for Art à James Welling
  - Prix de la photographie appliquée à Steven Klein
- Lucie Awards
  - Lucie Award pour l'œuvre d'une vie à Jane Bown
  - Lucie Award Fine Art à Carrie Mae Weems
  - Lucie Award du photojournalisme à Nick Ut
  - Lucie Award de la photographie documentaire à Martin Parr
  - Lucie Award de la photographie humanitaire non décerné
  - Lucie Award du portrait à Nan Goldin
  - Lucie Award de la photographie de sport non décerné
  - Lucie Award de la photographie d'architecture non décerné
  - Lucie Award de la photographie de mode non décerné
  - Lucie Award de la photographie de publicité non décerné
  - Lucie Award de la femme photographe non décerné
  - Lucie Award visionnaire à Pedro Meyer
  - Spotlight Award non décerné
  - Lucie Award spécial non décerné
- Prix Higashikawa
  - Photographe japonais à ?
  - Photographe étranger à ?
  - Photographe espoir à ?
  - Prix spécial à ?
- Prix Ihei Kimura à ?
- Prix Ken Domon à ?
- Centenary Medal de la Royal Photographic Society à Steve McCurry
- Prix international de la Fondation Hasselblad à Ishiuchi Miyako
- Prix suédois du livre photographique à Anna Strand
- Prix Lennart Nilsson à Timothy Behrens
- Prix Haftmann (mention spéciale) : Robert Frank
- Prix Pictet à Michael Schmidt
- Photographe suisse de l’année par le Swiss Press Photo Award, Mark Henley[12]

## Décès
- 2 janvier : Jean-François Bauret, photographe portraitiste français, né le 8 septembre 1932[13].
- 2 février : J. D. 'Okhai Ojeikere, photographe nigerian, né en 1930.
- 8 février : Nancy Holt, artiste plasticienne, photographe et cinéaste américaine, née le 5 avril 1938.
- 15 février : Robert Descharnes, photographe français, collaborateur de Salvador Dalí, né le 1er janvier 1926.
- 15 mars : Charlotte Brooks, photographe et photojournaliste américaine, né le 16 septembre 1918.
- 29 mars : Oldřich Škácha, photographe tchèque, né le 16 octobre 1941.
- 4 avril (tuée lors d'un reportage en Afghanistan) : Anja Niedringhaus, photojournaliste allemande et correspondante de guerre, qui travaillait notamment pour l'agence Associated Press (AP), née le 12 octobre 1965.
- 12 mai : 
  - Lynne Cohen, photographe canadienne, néé le 3 juillet 1944[14].
  - (tuée à 26 ans lors d'un reportage en Centrafrique) Camille Lepage, photographe de guerre et journaliste française, née le 28 janvier 1988[15].
- 14 mai : Robert Lebeck, photojournalisme allemand, né le 21 mars 1929.
- 19 mai : Henri Bureau, reporter-photographe français, né le 25 janvier 1940[16].
- 24 mai : Michael Schmidt, photographe allemand, né le 6 octobre 1945.
- 25 mai : Bunny Yeager, pin-up et photographe américaine, né le 13 mars 1929.
- 29 mai : Samuel Tcherassi, photographe colombien, né le 26 septembre 1963.
- 5 juillet : Elsbeth Juda, photographe de mode britannique, éditrice associée et photographe pour le magazine L'Ambassadeur entre 1940 et 1965, née le 2 mai 1911.
- 12 août : Lida Moser, photographe et écrivain américaine, née le 17 août 1920.
- 13 août : Tadashi Takamura, photographe japonais, né le 15 mai 1933.
- 27 août : Fabrizio La Torre, photographe italien, né le 11 janvier 1921.
- 7 septembre : Dominique Darbois, photographe et photojournaliste française, née le 5 avril 1925.
- 15 septembre : Alexandre Vitkine, photographe, infographiste et cinéaste expérimental français, né le 1er mars 1910.
- 20 octobre : René Burri, photographe suisse, membre de l'agence Magnum depuis 1959, né le 9 avril 1933.
- 23 octobre : Frances McLaughlin-Gill, photographe de mode américaine, née le 22 septembre 1919.
- 25 octobre : David Armstrong, photographe américain, né le 27 juillet 1954.
- 15 novembre : Lucien Clergue, photographe français, cofondateur des Rencontres de la photographie d'Arles, né le 14 août 1934.
- 5 décembre : Arthur Leipzig, photographe américain, né le 25 octobre 1918.
- 11 décembre : Michel duCille, photographe jamaïcain, né le 24 janvier 1956.
- 21 décembre : Jane Bown, photographe anglaise, née la 13 mars 1925.

## Célébrations
Centenaire de naissance
- Ken Bell
- André Blay
- Natalia Bode
- Théodore Brauner
- Jack Delano
- Ray Delvert
- Lore Krüger
- René Le Bègue
- Sol Libsohn
- Albert Plécy
- Henri Salesse
- Constance Stuart Larrabee
- John Vachon
- Kansuke Yamamoto
- Maurice Zalewski

Centenaire de décès
- Casiano Alguacil
- Fernando Debas
- Achille Delmaet
- Giuseppe Incorpora
- Francisco Laporta Valor
- Henri Le Lieure
- Louis-Antonin Neurdein
- Federico Peliti
- Hedvig Söderström
- Giorgio Sommer
- John Benjamin Stone
- Félix Thiollier
- Paul Vionnet

Bicentenaire de naissance
- Giuseppe Allegri
- Gioacchino Altobelli
- Henry T. Anthony (en)
- Edmond Bacot
- Louis-Auguste Bisson
- Louis Buvelot
- James Ambrose Cutting
- Thomas Coffin Doane (en)
- John Venimore Godwin (en)
- Henry Hering
- Thomas Brumby Johnston
- Janez Puhar
- Jean-Baptiste Henri Durand-Brager
- Jean-Baptiste Frénet
- Alphonse Le Blondel
- Robert Turnbull Macpherson (en)
- William Henry Silvester
- Warren Thompson